# 早稲田祐美子
早稲田 祐美子（わせだ ゆみこ、1960年 - ）は、日本の弁護士。専門は知的財産権法等。東京六本木法律特許事務所パートナー。森・濱田松本法律事務所パートナー、日本弁護士連合会副会長、花王監査役、アサヒグループホールディングス監査役等を歴任。知財功労賞受賞。

## 人物・経歴
東京都立青山高等学校を経て一橋大学法学部に進学。清水順子学習院大学教授は大学時代からの知り合い。大学在学中の1982年に旧司法試験に合格。1983年大学卒業。1985年最高裁判所司法研修所修了、弁護士登録、松田政行法律特許事務所入所。
2005年森・濱田松本法律事務所パートナー。2005年から2009年まで早稲田大学大学院法学研究科非常勤講師。2013年東京六本木法律特許事務所パートナー。2014年経済産業省産業構造審議会知的財産分科会臨時委員。同年から2018年まで花王監査役。2015年からアサヒグループホールディングス監査役。2016年度、第二東京弁護士会会長及び日本弁護士連合会副会長を務め、青柳幸一明治大学教授による司法試験問題漏洩事件で、日本弁護士連合会により漏洩防止策についての提言がとりまとめられた際は、司法試験考査委員から法科大学院教員が外されていることに対し会見で「このままでは持たないのではないか」とした。
2017年日本弁護士政治連盟副理事長。2018年最高裁判所医事関係訴訟委員会委員。2020年日弁連法務研究財団専務理事、住宅リフォーム・紛争処理支援センター理事。2021年IHI監査役。2022年知財功労賞（経済産業大臣表彰 知的財産権制度関係功労者）受賞。同年文部科学省文化審議会著作権分科会専門委員、学校法人日本大学元理事及び前理事長による不正事案に係る第三者委員会委員。2023年中外製薬監査役、SCSK取締役。2024年日本テレビ放送網ドラマ「セクシー田中さん」社内特別調査チーム外部有識者。
この間、内閣府行政刷新会議規制・制度改革に関する分科会グリーンイノベーションワーキンググループ構成員、文化庁著作権審議会専門委員、経済産業省産業構造審議会弁理士審査分科会臨時委員、ソフトウェア情報センターソフトウェア紛争解決センター仲裁人・あっせん人候補者、著作権情報センター評議員、同肖像権委員会委員、産業総合研究所医工学応用実験倫理委員会委員、同ヒト由来試料実験倫理委員会委員、知的財産研究所諸外国におけるデザイン保護の実体に関す調査研究委員、電子商取引推進協議会高度ネット社会の安心と信頼の確保に向けた課題の研究委員等を歴任。

## 著書
- 『市町村のしごとと著作権』（共著）著作権情報センター 1998
- 『市町村の仕事と著作権』（共著）著作権情報センター 1999
- 『こんなときあなたは？著作権Q＆A』（共著）著作権情報センター 2005
- 『著作権法の基礎』（共編著）経済産業調査会 2005
- 『はじめての著作権講座』（共著）著作権情報センター 2006
- 『そこが知りたい著作権Q＆A 100』著作権情報センター 2012